# (5015) Литке
(5015) Литке (лат. Litke) — типичный астероид главного пояса, открыт 1 ноября 1975 года советским астрономом Тамарой Смирновой в Крымской астрофизической обсерватории и 11 февраля 1998 года назван в честь мореплавателя Фёдора Литке.

## Обнаружение и именование
(5015) Литке
Открыт 1 ноября 1975 года в Крымской астрофизической обсерватории Т. М. Смирновой.
Назван в честь Фёдора Петровича Литке (1797—1882) — русского мореплавателя и географа, исследователя арктических регионов, адмирала и учёного, президента Императорской академии наук в Санкт-Петербурге в 1864—1882 годах. Его имя часто встречается на картах мира.
Оригинальный текст (англ.)5015 Litke
Discovered 1975 Nov. 1 by T. M. Smirnova at the Crimean Astrophysical Observatory.
Named for Fedor Petrovich Litke (1797—1882), Russian navigator and geographer, investigator of the Arctic regions, admiral and scientist, president of the Imperial Academy of Sciences in St. Petersburg during 1864-1882. His name is often found on world maps.
Источники: 19980211/MPCPages.arc; M.P.C. 31295.

## Орбита

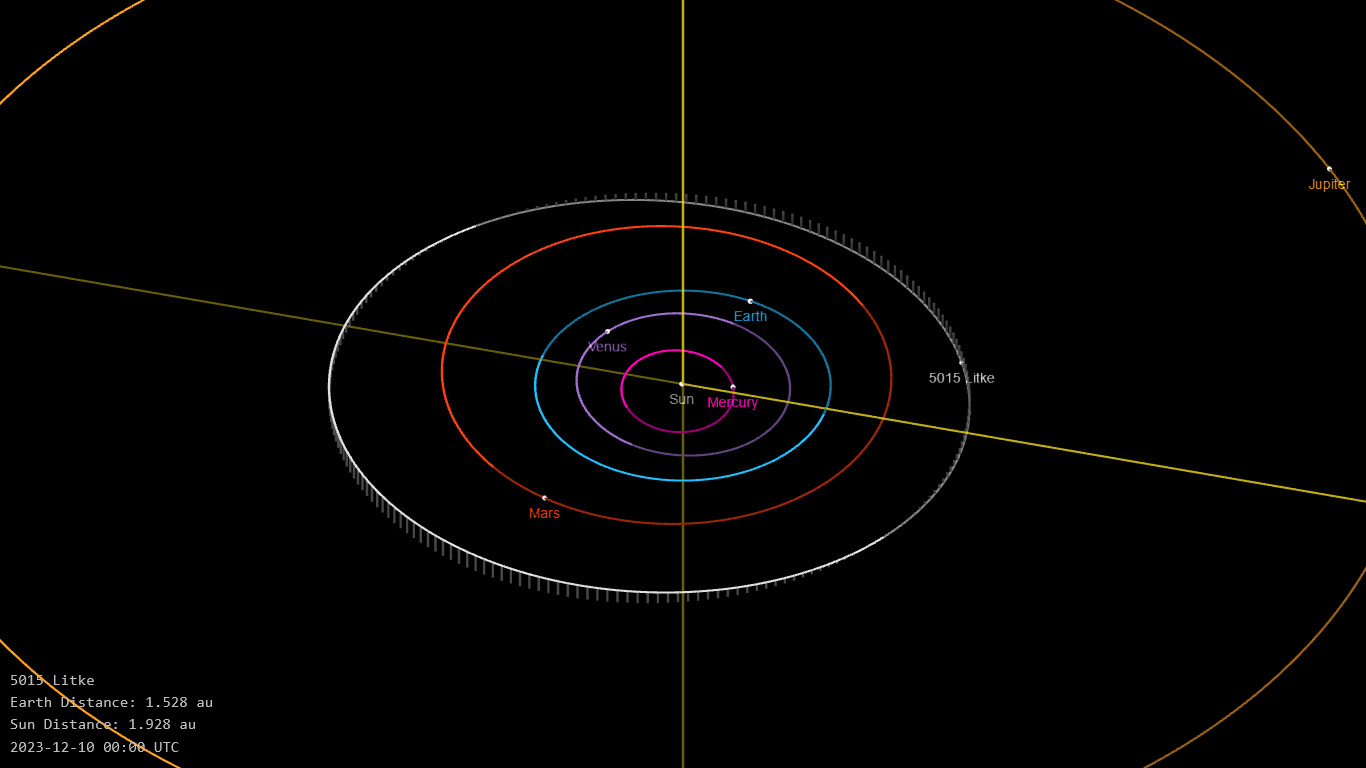
Орбита астероида Литке и его положение в Солнечной системе

## Физические характеристики
Астероид относится к таксономическому классу S.
По результатам наблюдений в видимом и ближнем инфракрасном диапазоне космического телескопа NEOWISE диаметр астероида оценивался равным 4,142±0,083 км и 3,68±0,63 км. Согласно тем же источникам альбедо оценивается как 0,3110±0,0295, 0,36±0,17 и 0,311±0,030.